# Woolworth Building
Das Woolworth Building ist ein historischer Wolkenkratzer am Broadway in Manhattan in New York City, USA. Er wurde von 1910 bis 1913 erbaut und kostete seinen Eigentümer Frank Winfield Woolworth 13,5 Millionen Dollar, die er bar bezahlte. Mit 241,4 Metern war es bis zur Fertigstellung des Bank of Manhattan Buildings (Adresse 40 Wall Street) im Jahre 1930 das höchste Gebäude der Welt.

## Geschichte und Architektur
Der Wolkenkratzer befindet sich in Lower Manhattan im Stadtteil Financial District am Broadway zwischen der Park Place und Barclay Street. Im gleichen Häuserblock zur Church Street hin steht seit 2016 der Hotel- und Wohnwolkenkratzer Four Seasons Hotel New York Downtown mit der Adresse 30 Park Place. Im benachbarten Häuserblock südlich der Barclay Street stehen seit 1927 das 166 Meter hohe Bürogebäude Transportation Building mit der Adresse 225 Broadway und seit 2007 der Barclay Tower. Am Broadway gegenüber, im Stadtviertel Civic Center (Manhattan), liegen der City Hall Park und die City Hall.
Die Einweihung des Woolworth Buildings fand am 24. April 1913 statt. Bauherr Frank Winfield Woolworth hatte zu diesem feierlichen Anlass rund 800 Gäste geladen. Im Verlauf der Feier setzte Präsident Woodrow Wilson vom Weißen Haus in Washington aus über eine Fernleitung die Beleuchtung des Gebäudes in Gang.
Ausführender Architekt war Cass Gilbert, der auch das New York Life Building und das Thurgood Marshall United States Courthouse in New York City erbaute. In der Lobby befinden sich unter anderen Skulpturen von Frank Woolworth, Cass Gilbert und Louis Horowitz, dem Erbauer des Gebäudes. Seit 1998 gehört das Gebäude der Witkoff Group.
Das Gebäude besteht aus einem 29 Stockwerke hohen Unterbau und einem darauf gesetzten, weitere 28 Stockwerke hohen Turm. Nachts wird der obere Teil des Turms grün-weiß beleuchtet. Als Cass Gilbert das Woolworth Building konstruierte, wollte er gotische Elemente mit der modernen Idee des Hochhauses verbinden. Als Ergebnis findet man an der Fassade Wasserspeier, Ecktürmchen, bemalte Terrakottatafeln und schwebende Stützpfeiler. Über dem Eingang befindet sich ein Tympanon, auf dem die Personifikation des Handels zu sehen ist. Aufgrund seiner Ästhetik und seiner Funktion hat das Woolworth Building den Übernamen „Kathedrale des Kommerz“ erhalten. Die Bezeichnung geht auf eine 1916 veröffentlichte Broschüre desselben Titels von Reverend S. Parkes Cadman, nach dem Cadman Plaza in Brooklyn benannt wurde, zurück. Es existierte einst ein direkter Zugang zur seit 1945 stillgelegten U-Bahn-Station  City Hall der New York City Subway.
Seit November 1966 hat das Woolworth Building den Status eines National Historic Landmarks. Damit verbunden war der Eintrag in das National Register of Historic Places. Das Hochhaus ist eines von 41 Gebäuden in Manhattan, die 2019 eine eigene Postleitzahl (Zip Code) erhielten. Dem Woolworth Building wurde der ZIP-Code „10279“ zugewiesen.
Zwischen 1977 und 1981 wurde es für 20 Millionen US-Dollar renoviert. Zuletzt fand im Jahre 2000 eine größere Renovierung statt. Am 31. Juli 2012 kaufte eine Investmentgruppe unter Führung der Alchemy Properties die oberen 30 Stockwerke für 68 Millionen US-Dollar, um die Büros in luxuriöse Eigentumswohnungen umzuwandeln. So entstanden bis 2021 The Woolworth Tower Residences mit 32 Apartments mit der Adresse „2 Park Place“, die über einen separaten Aufzug erschlossen sind. Hauptmieter der Büroflächen sind mit Stand 2023 NYU Center for Global Affairs & American Language Institute (ALI), T-Mobile, ShoP Architects, Artnet und der New York City Police Pension Fund.

## Ansichten
Durch den nachträglichen Bau von Wolkenkratzern in der Umgebung veränderte sich der Eindruck vom Woolworth Building als Teil der Skyline. War es anfangs freistehend, kam in den 1920er Jahren durch das Transportation Building 225 Broadway südlich ein Nachbar hinzu. Dessen Form folgt der ab 1916 für Neubauten gültigen Nutzungsfestlegung Zoning Resolution für New York City, die zur Ausbildung von Rückstufungen und der in den Art-Dèco-Architekturstil mündenden Hochzeitstorten-Architektur führte. So hat das Transportation Building einen schlanken und unauffälligen Turm. Das Transportation Building bekam in den 2000er Jahren mit dem Barclay Tower einen höheren und in der Kubatur dominanteren Nachbarn. In den 2010er Jahren wurde das Woolworth Building durch den höheren Nachbarn 30 Park Place im gleichen Häuserblock übertroffen.

Im Stadtkontext
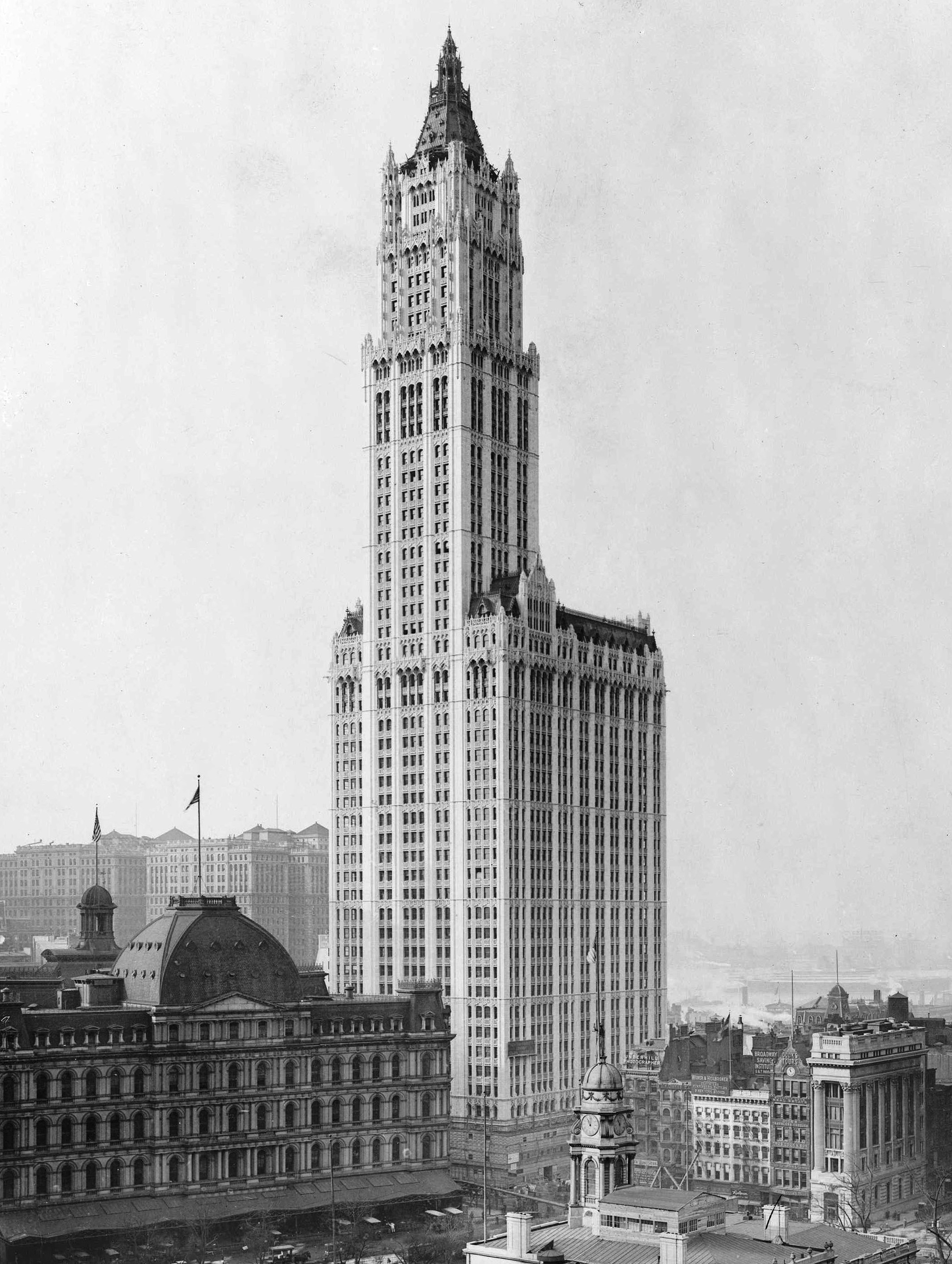
Historische Aufnahme 1913 (überarbeitet)
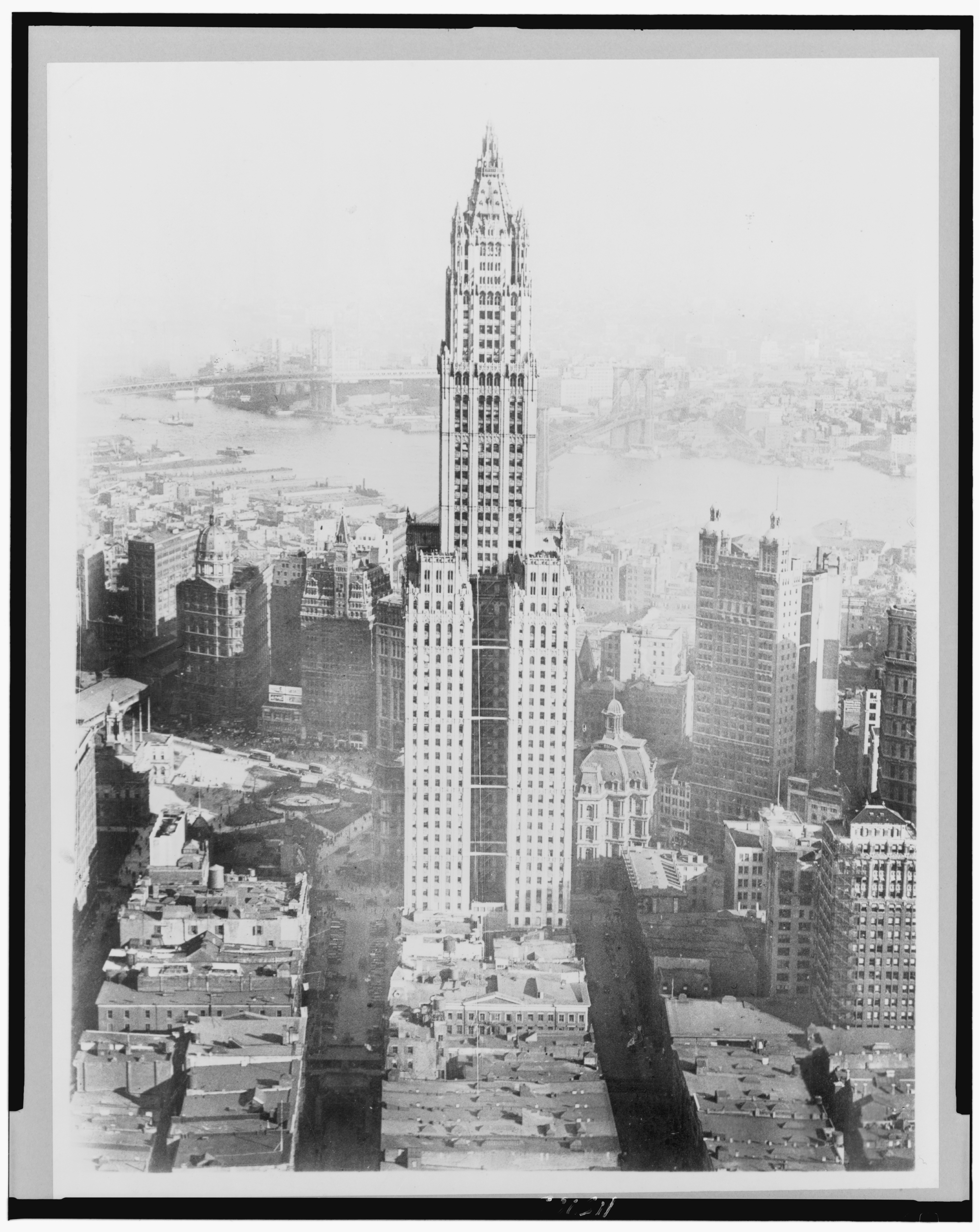
Unterbau öffnet sich nach Nordwesten 1923
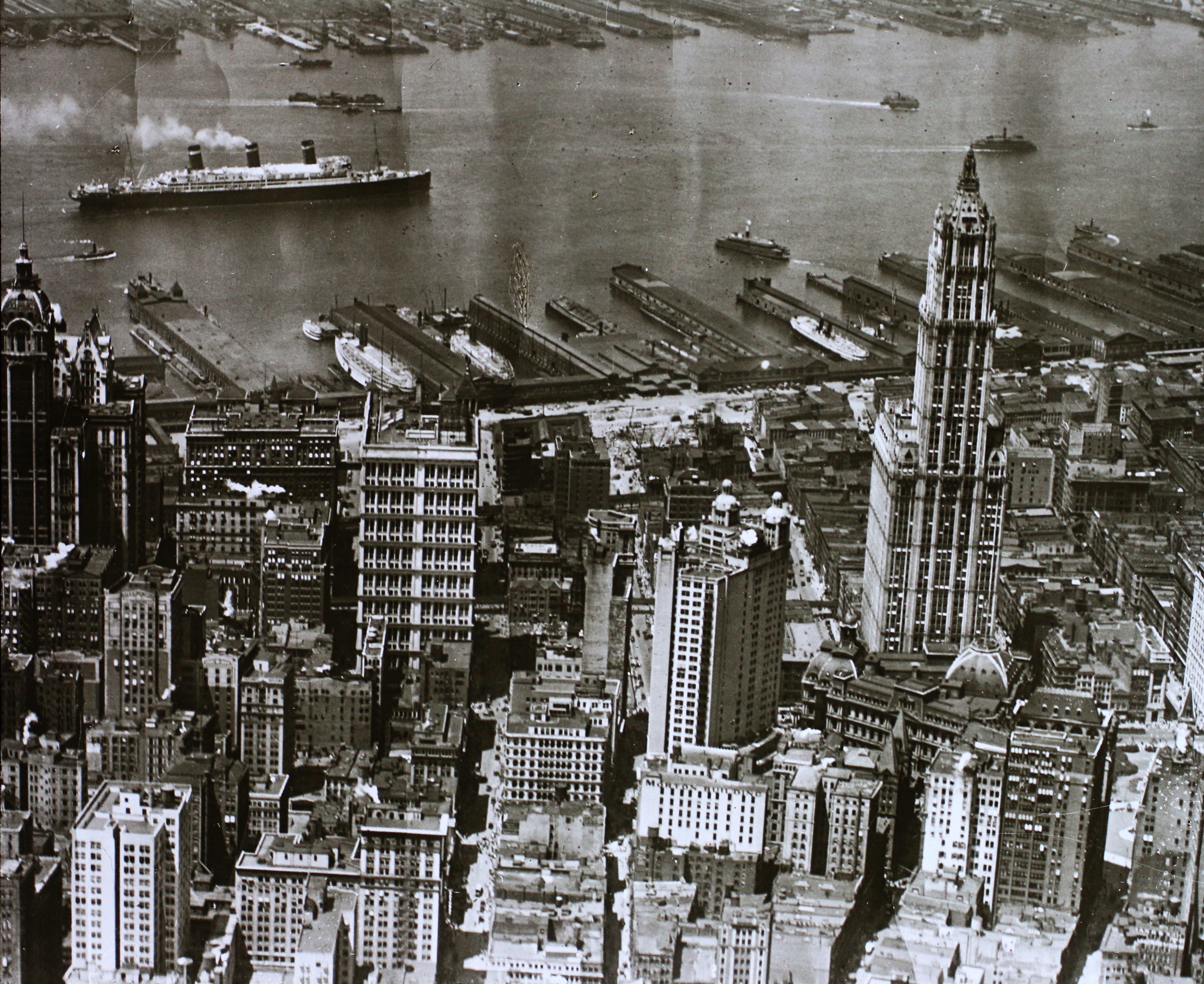
In Luftaufnahme 1914, hinten Hudson River
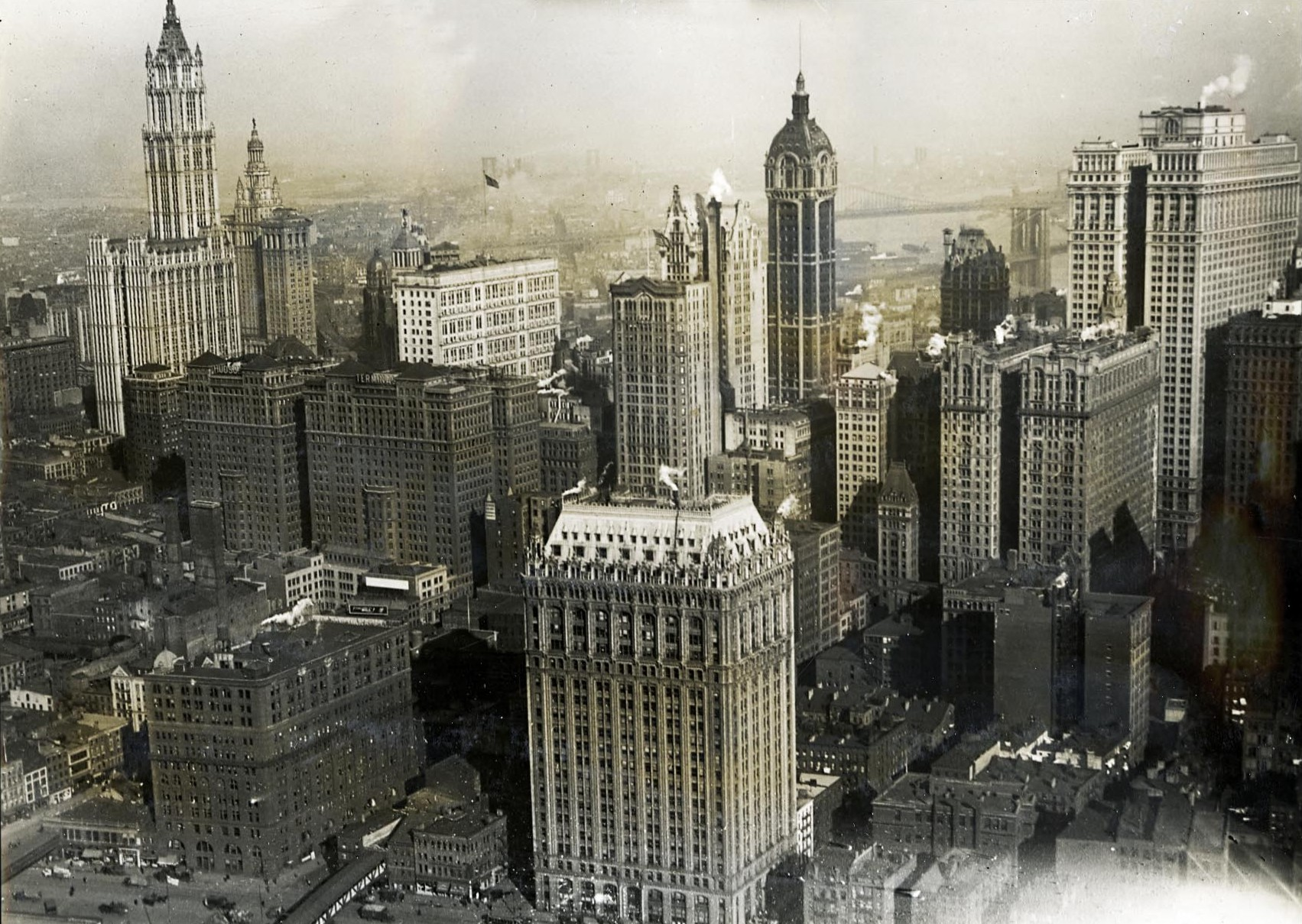
Luftaufnahme früher Wolkenkratzer 1919
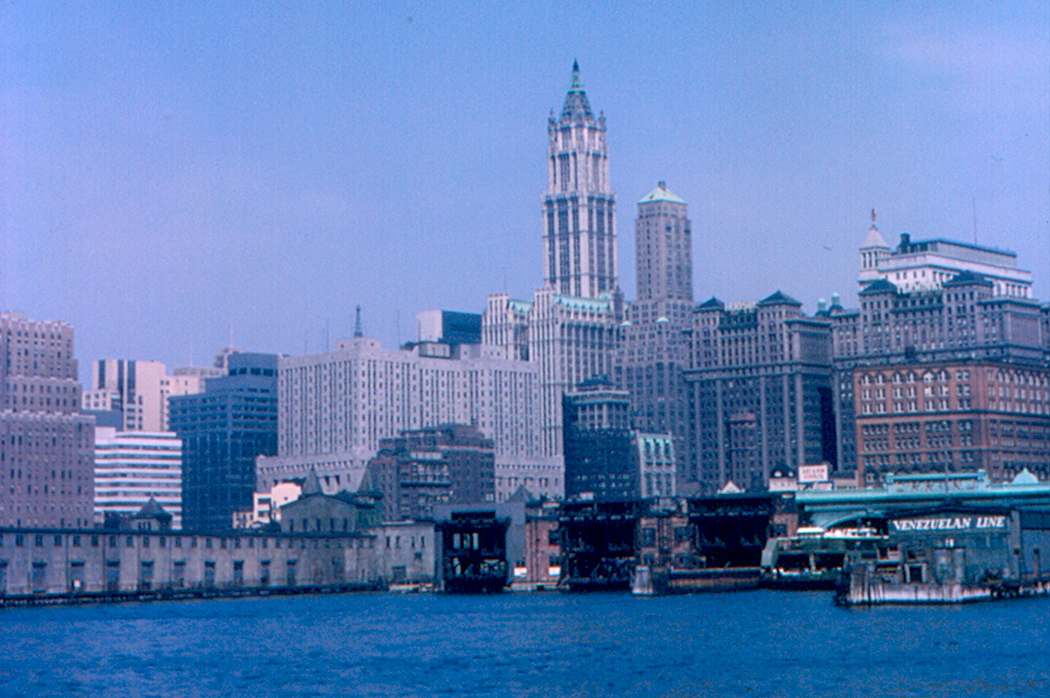
1965 neben Transportation Building
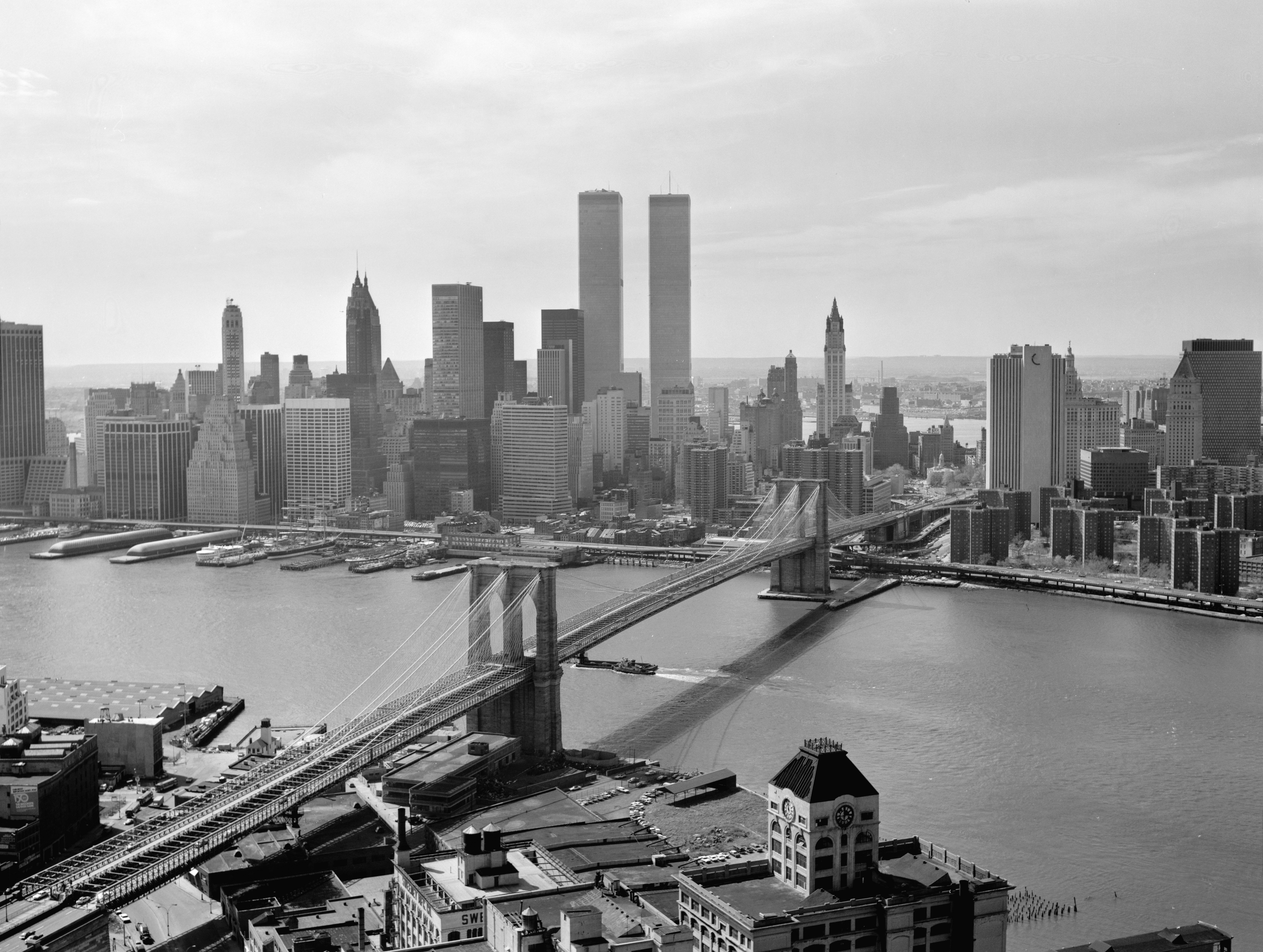
1978 hinter Brooklyn Bridge, links das frühere World Trade Center, rechts 375 Pearl Street
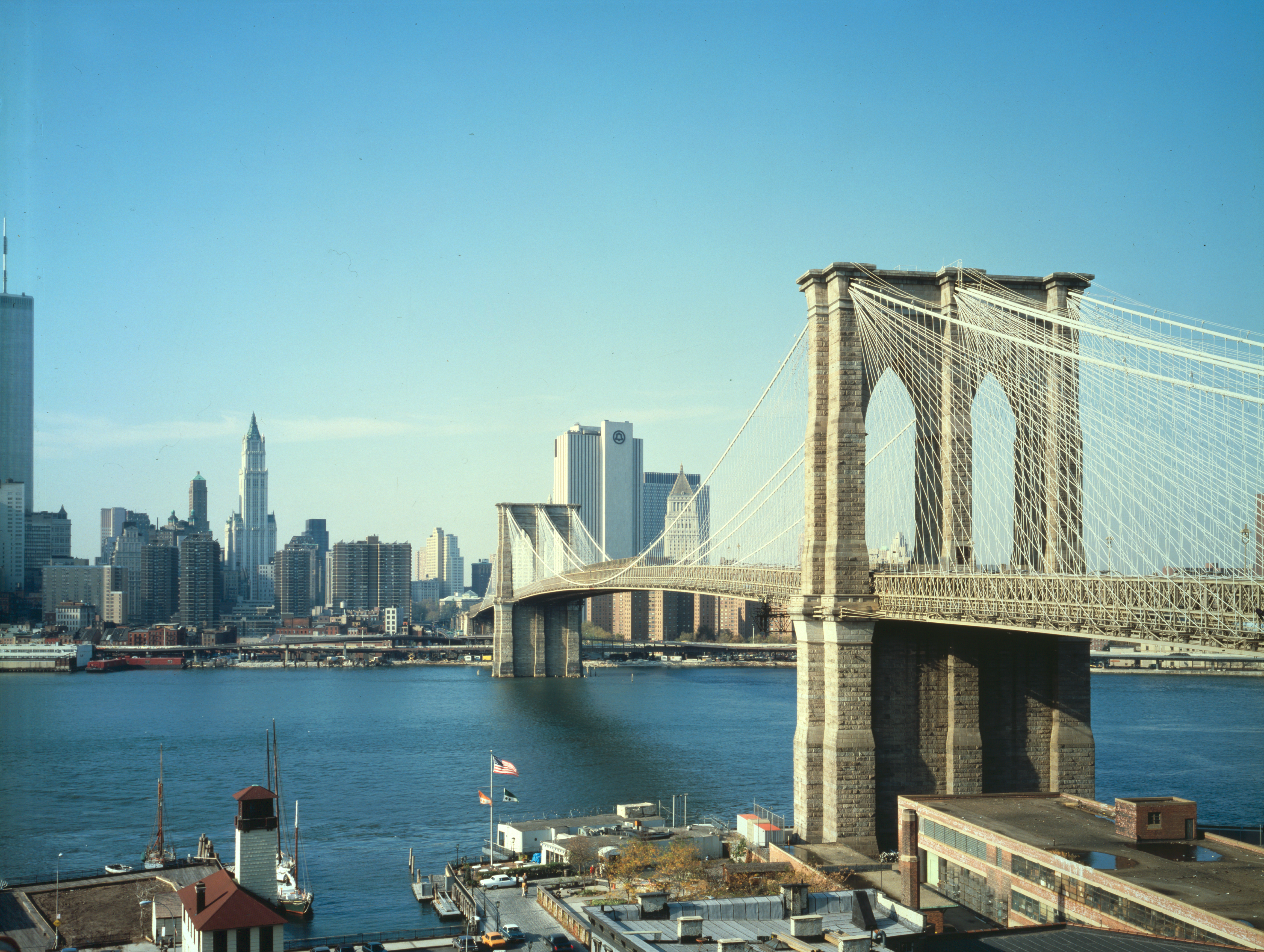
In Skyline 1982, Brooklyn Bridge am East River
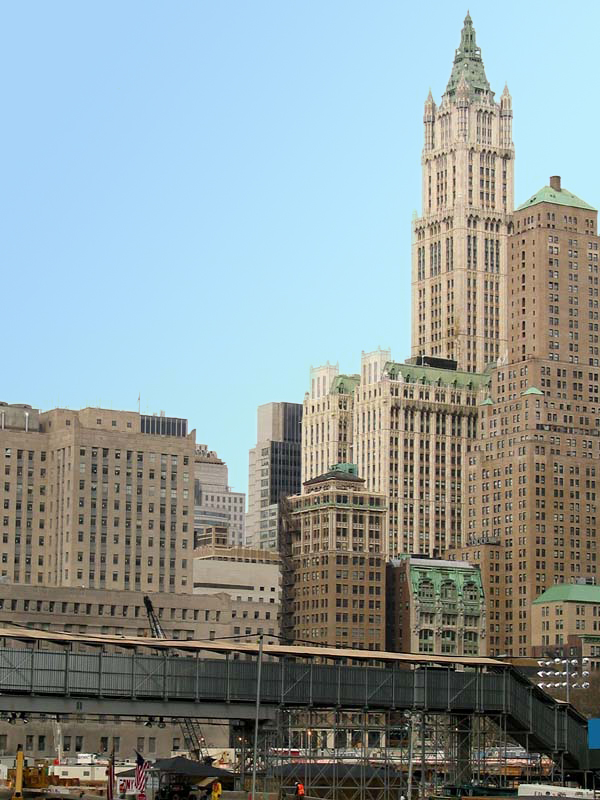
Blick vom World Trade Center
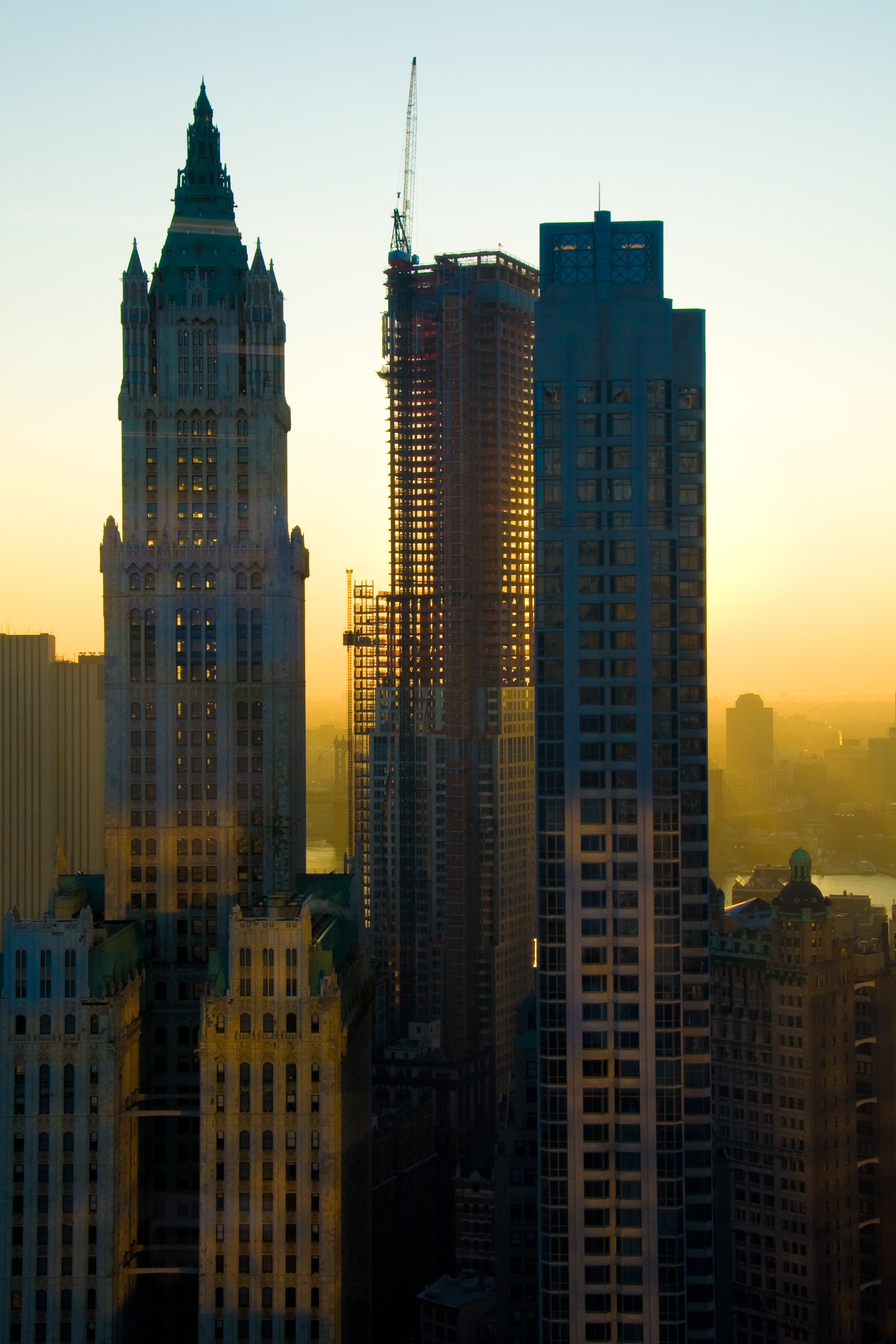
Morgensonne 2010, mittig 8 Spruce Street in Bau, rechts Barclay Tower
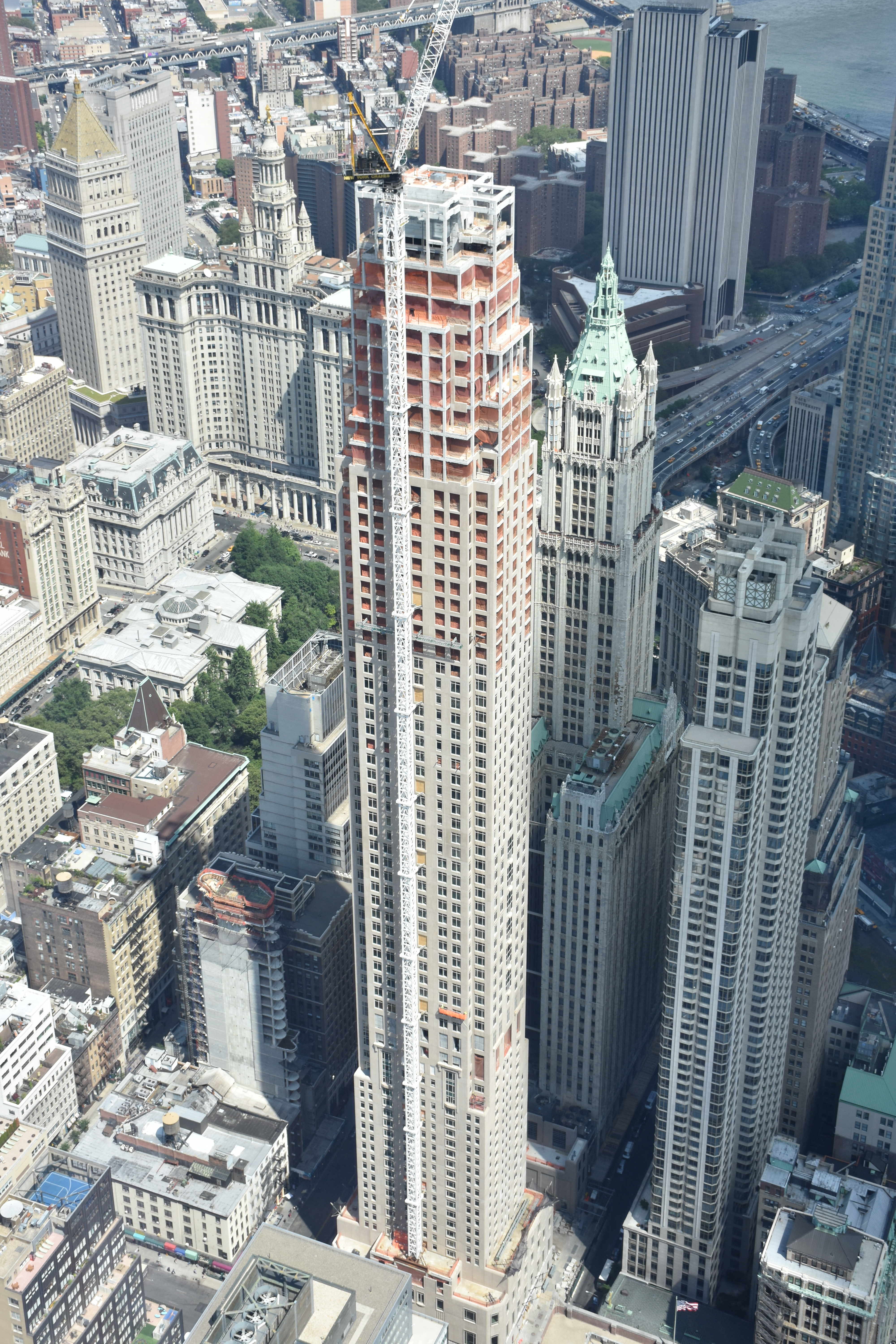
2015 hinter Neubau 30 Park Place

Details und Innenansichten
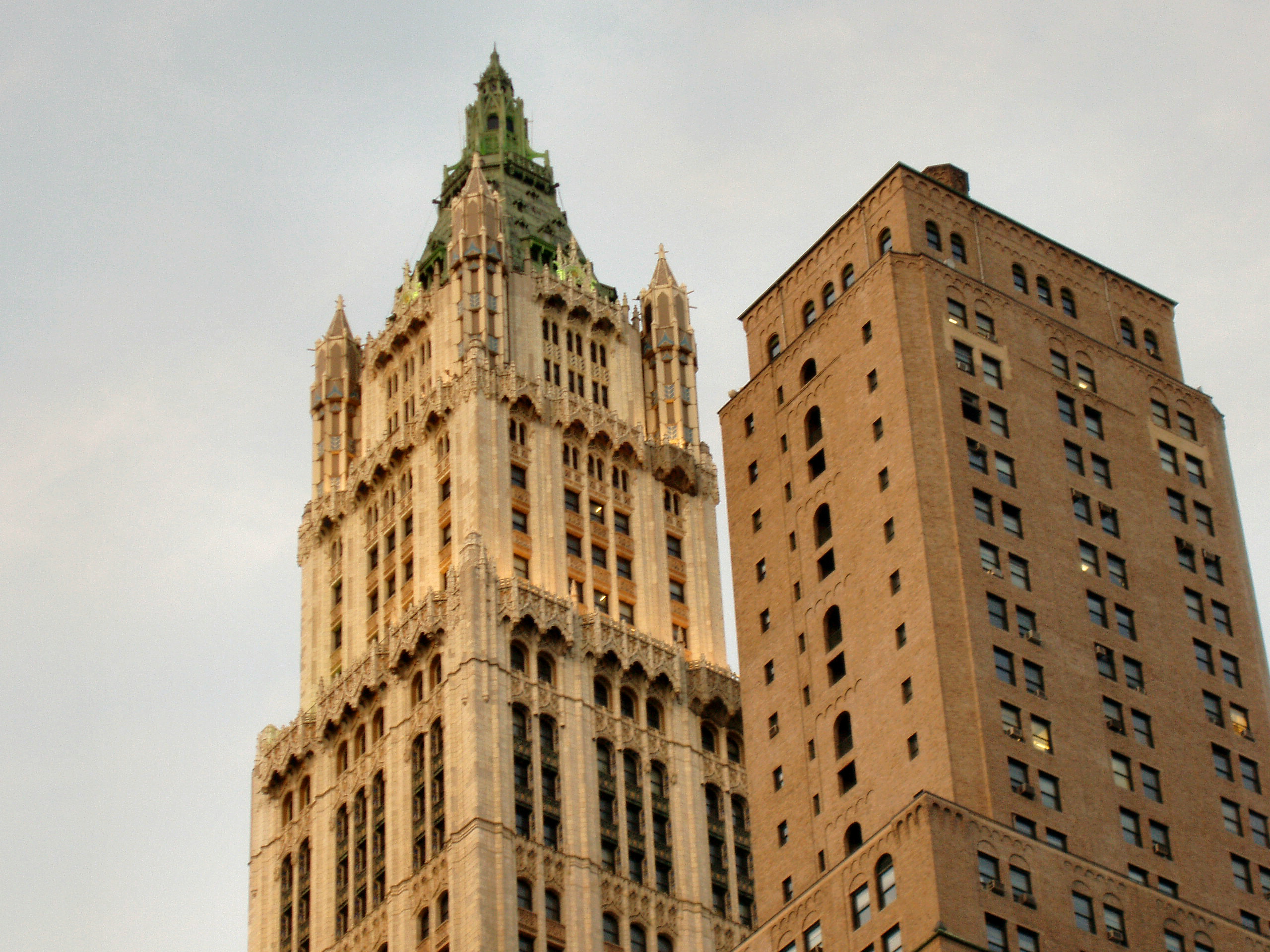
Turmspitze
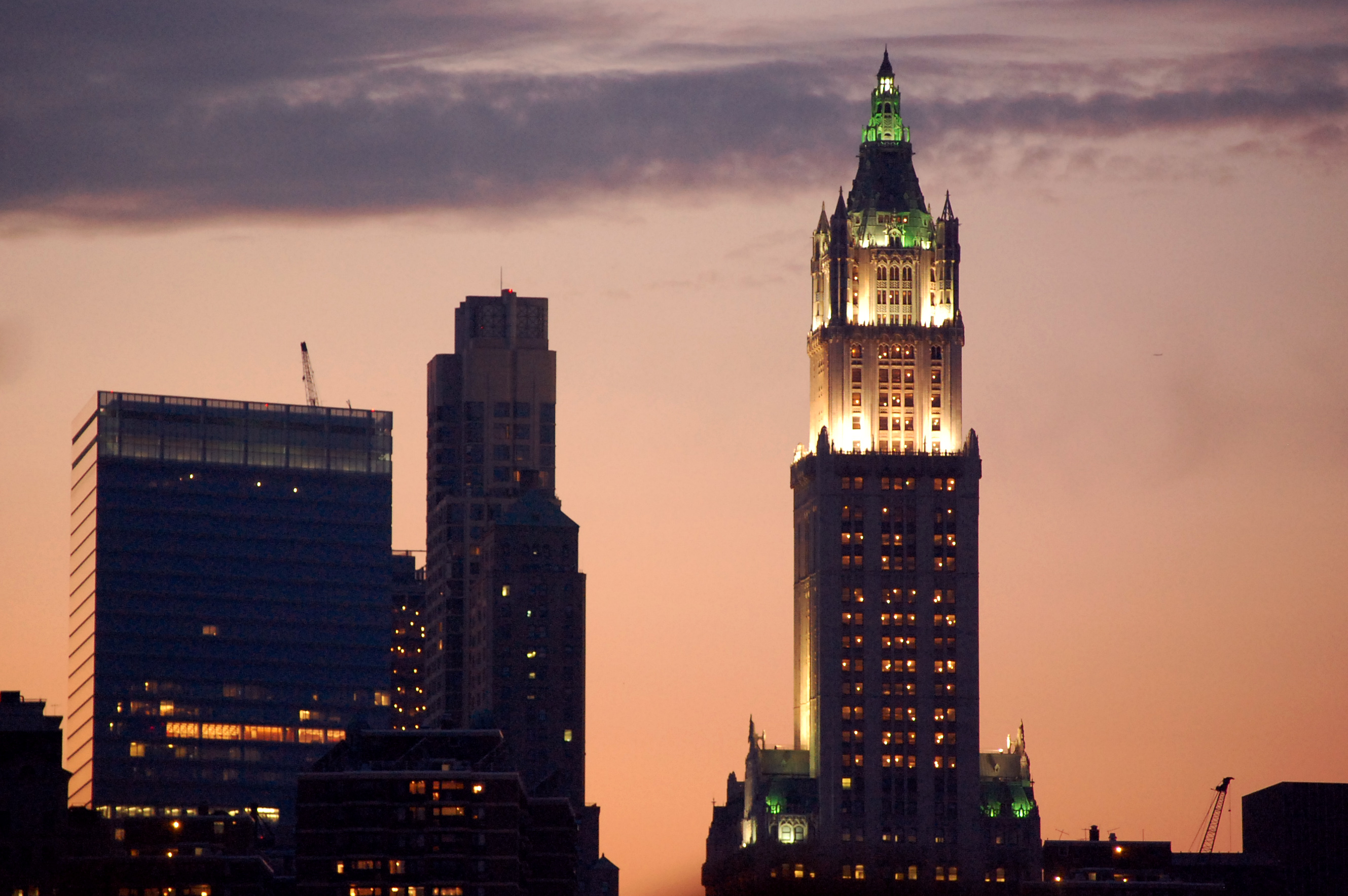
2008 mit Beleuchtung in Abenddämmerung
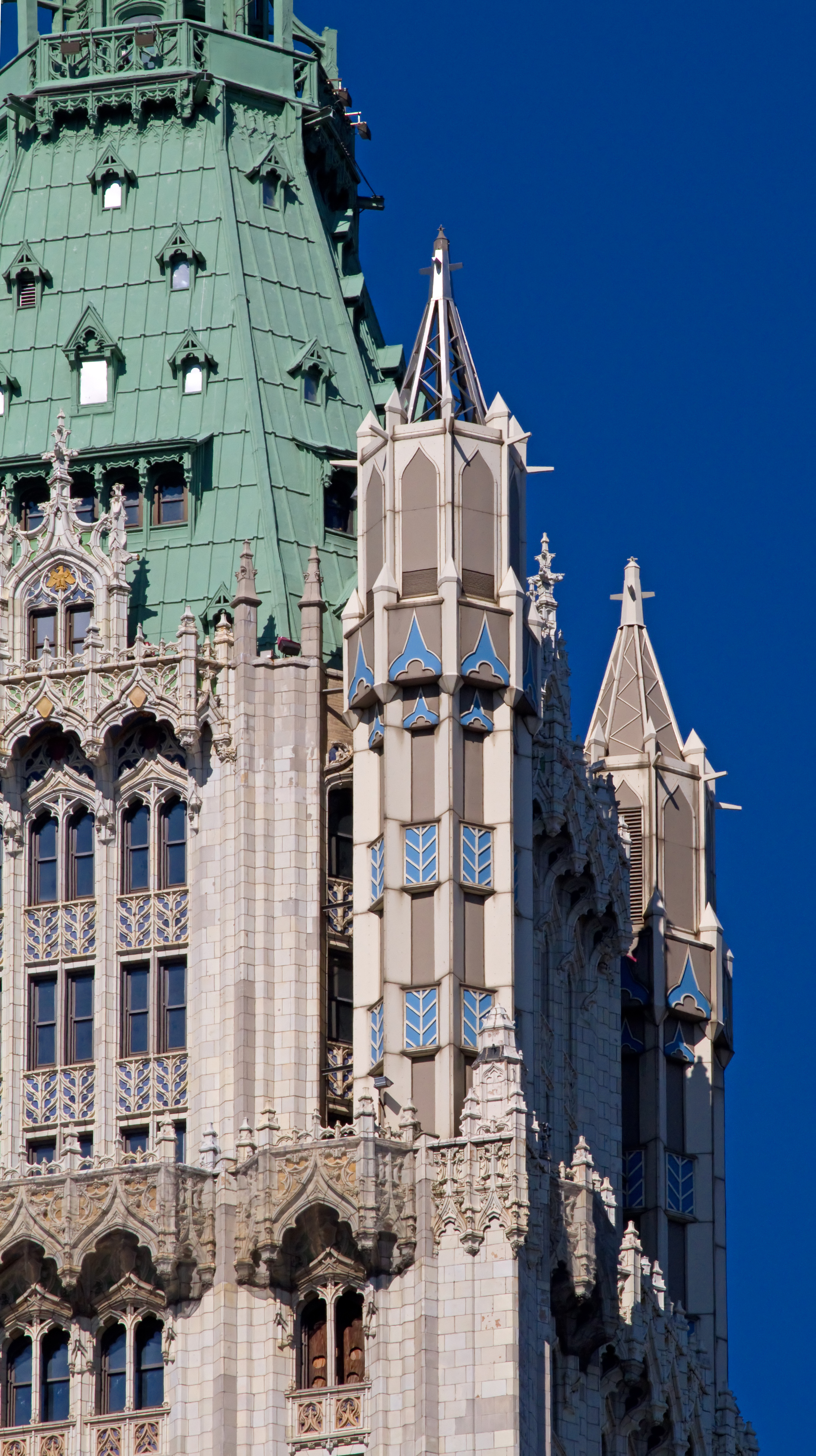
Gotische Türmchen
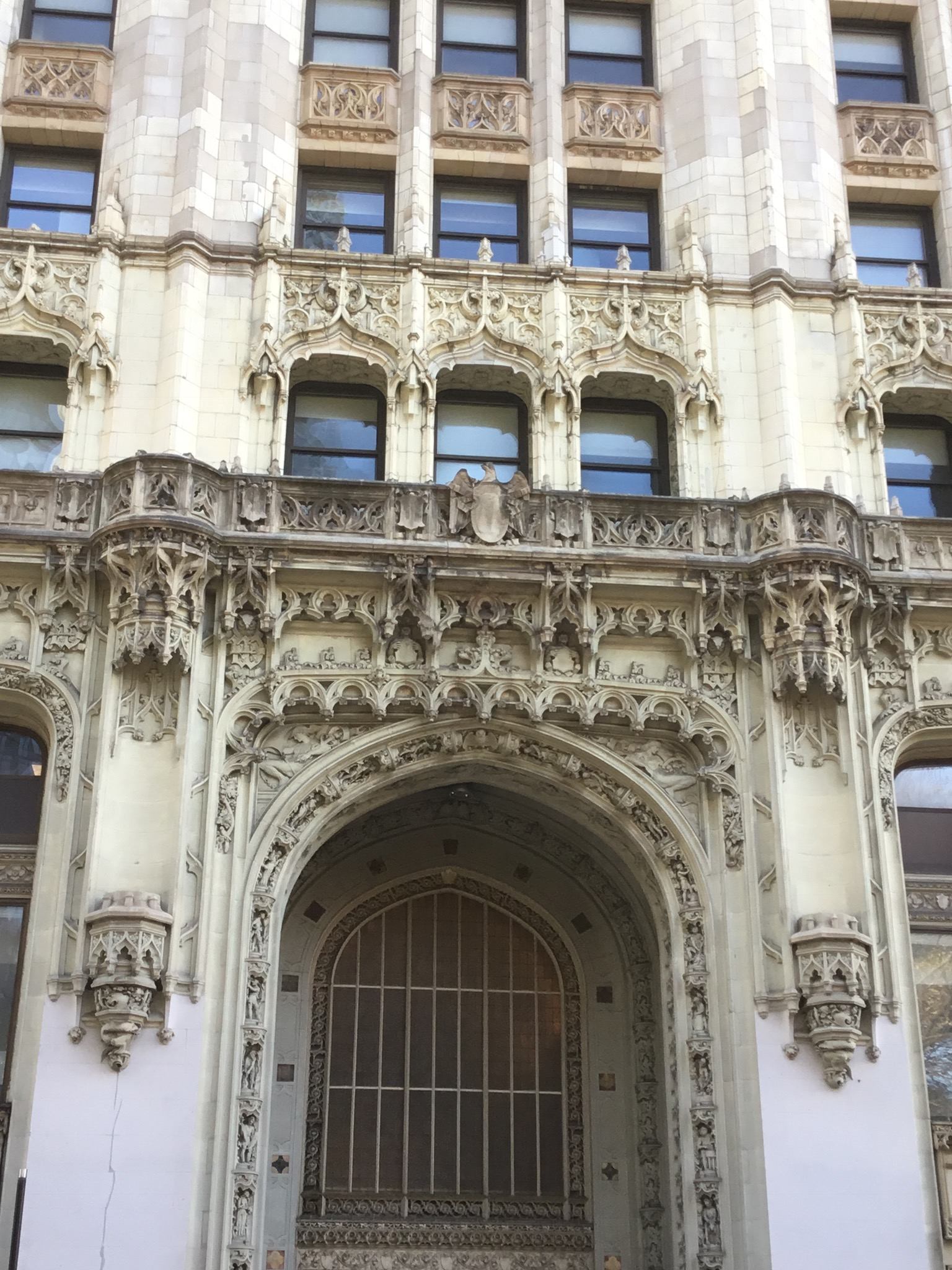
Portal mit gotischen Ornamenten
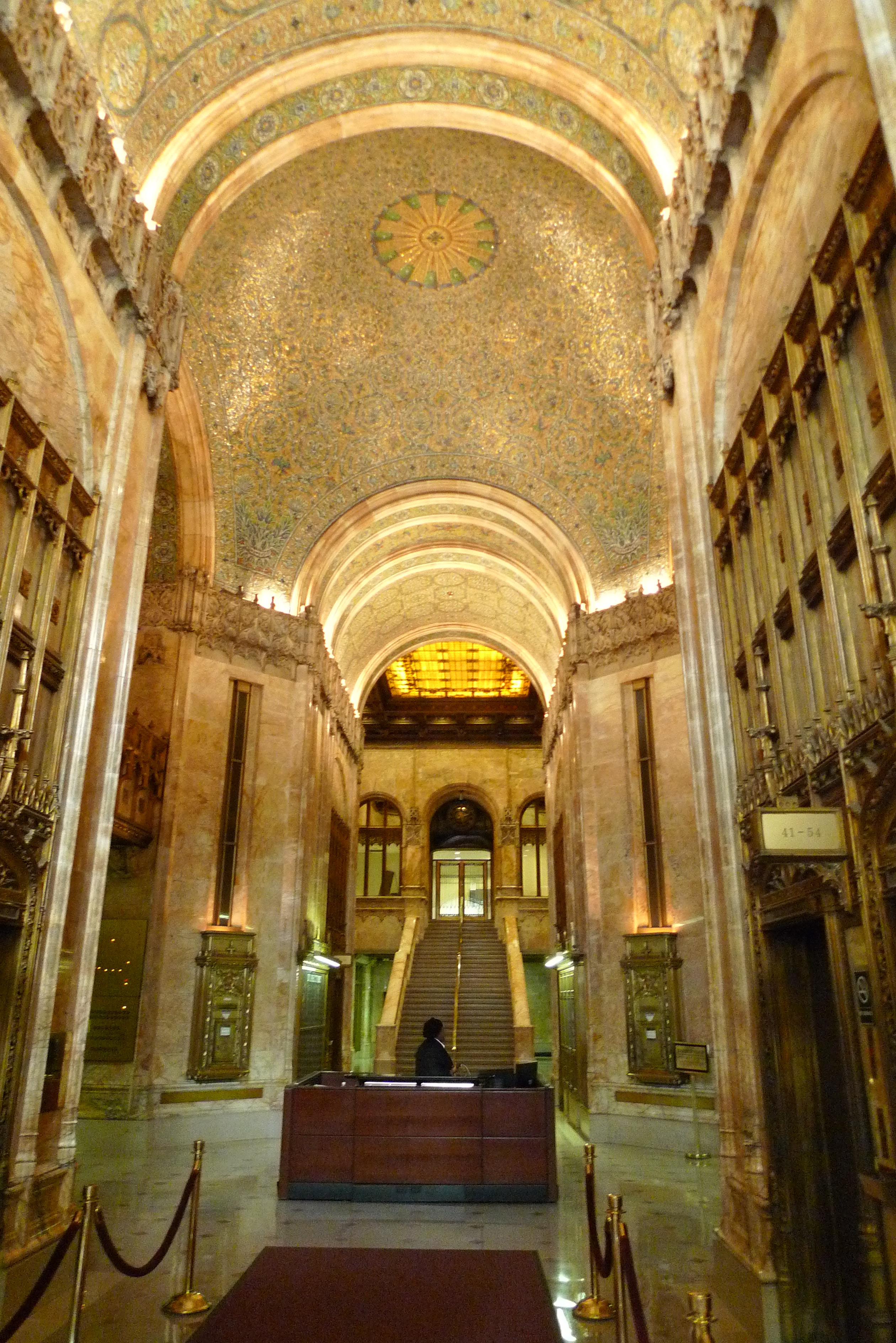
Blick in die Lobby
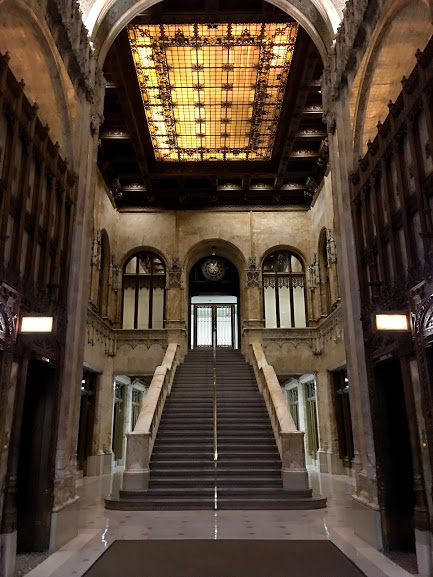
Lobby 2018